# Biskupský chlebíček
Biskupský chlebíček je druh dezertu, který se skládá z těsta, kandovaného či sušeného ovoce a dalších přísad.
Existuje mnoho úprav biskupského chlebíčku, sype se cukrem, používá se na něj čokoládová poleva, kromě kandovaného ovoce může obsahovat i kousky čokolády a podobně.
Biskupský chlebíček je oblíbeným vánočním cukrovím v USA. 
Občas bývá v českých médiích zveřejněn mýtus, že podle zákona je ve Velké Británii zakázáno pojídat biskupský chlebíček na první svátek vánoční či na Štědrý den. Žádný takový zákaz ve Velké Británii nikdy neplatil. Jednak se jedná o chybný překlad tzv. mince pie (vánoční pečivo podobné biskupskému chlebíčku), ale především se zákaz netýkal konkrétně konzumace žádného pečiva, ale oslav Vánoc obecně. Tento zákaz platil pouze několik let od 40. let 17. století do roku 1660, kdy byl zrušen.